# Châteauneuf-Villevieille

Châteauneuf-Villevieille este o comună în departamentul Alpes-Maritimes din sud-estul Franței. În 1 ianuarie 2022 avea o populație de 985 de locuitori.